# مرحلة خروج المغلوب في دوري أبطال أوروبا 2000–01
لُعبت مرحلة خروج المغلوب في دوري أبطال أوروبا 2000-01 من 3 أبريل وحتى مباراة النهائي في 23 مايو 2001. تنافس 8 فرق من المتأهلين من دور المجموعات الثاني في ربع النهائي بنظام المباراة الذهاب والإياب.

## الرسم البياني
|  | ربع النهائي         | ربع النهائي | ربع النهائي  | ربع النهائي |   |              | نصف النهائي | نصف النهائي | نصف النهائي | نصف النهائي |  |  | النهائي           | النهائي |
|  |                     |             |              |             |   |              |             |             |             |             |  |  |                   |         |
|  | غلطة سراي           | 3           | 0            | 3           |   |              |             |             |             |             |  |  |                   |         |
|  | ريال مدريد          | 2           | 3            | 5           |   |              |             |             |             |             |  |  |                   |         |
|  | ريال مدريد          | 2           | 3            | 5           |   | ريال مدريد   | 0           | 1           | 1           |             |  |  |                   |         |
|  |                     |             |              |             |   | ريال مدريد   | 0           | 1           | 1           |             |  |  |                   |         |
|  |                     | بايرن ميونخ | 1            | 2           | 3 |              |             |             |             |             |  |  |                   |         |
|  | مانشستر يونايتد     | بايرن ميونخ | 1            | 2           | 3 | 0            | 1           | 1           |             |             |  |  |                   |         |
|  | مانشستر يونايتد     |             |              |             |   | 0            | 1           | 1           |             |             |  |  |                   |         |
|  | بايرن ميونخ         | 1           | 2            | 3           |   |              |             |             |             |             |  |  |                   |         |
|  |                     |             |              |             |   |              |             |             |             |             |  |  | بايرن ميونخ (ر.ت) | 1 (5)   |
|  |                     |             | نادي فالنسيا | 1 (4)       |   |              |             |             |             |             |  |  |                   |         |
|  | ليدز يونايتد        | 3           | 0            | 3           |   |              |             |             |             |             |  |  |                   |         |
|  | ديبورتيفو لاكورونيا | 0           | 2            | 2           |   |              |             |             |             |             |  |  |                   |         |
|  | ديبورتيفو لاكورونيا | 0           | 2            | 2           |   | ليدز يونايتد | 0           | 0           | 0           |             |  |  |                   |         |
|  |                     |             |              |             |   | ليدز يونايتد | 0           | 0           | 0           |             |  |  |                   |         |
|  |                     | فالنسيا     | 0            | 3           | 3 |              |             |             |             |             |  |  |                   |         |
|  | آرسنال              | فالنسيا     | 0            | 3           | 3 | 2            | 0           | 2           |             |             |  |  |                   |         |
|  | آرسنال              |             |              |             |   | 2            | 0           | 2           |             |             |  |  |                   |         |
|  | فالنسيا (ق.خ.د)     | 1           | 1            | 2           |   |              |             |             |             |             |  |  |                   |         |

## ربع النهائي
| الفريق الأول    | إجم.        | الفريق الثاني       | مباراة الذهاب | مباراة الإياب |
| --------------- | ----------- | ------------------- | ------------- | ------------- |
| ليدز يونايتد    | 3–2         | ديبورتيفو لاكورونيا | 3–0           | 0–2           |
| آرسنال          | 2–2 (ق.خ.د) | فالنسيا             | 2–1           | 0–1           |
| غلطة سراي       | 3–5         | ريال مدريد          | 3–2           | 0–3           |
| مانشستر يونايتد | 1–3         | بايرن ميونخ         | 0–1           | 1–2           |

### مباريات الذهاب
جميع المباريات حسب توقيت وسط أوروبا (ت ع م+01:00)

| غلطة سراي                                              | 3–2   | ريال مدريد                             |
| ------------------------------------------------------ | ----- | -------------------------------------- |
| أوميت داوالا 47' (ض.ج) · حسن شاش 66' · ماريو جاردل 75' | تقرير | إيفان هيليغيرا 33' · كلود ماكيليلي 43' |

توقفت المباراة لمدة ثلاثة دقائق بعد هدف غلطة سراي الثالث بسبب تعطل أضواء كشافات الملعب.
| مانشستر يونايتد | 0–1   | بايرن ميونخ      |
| --------------- | ----- | ---------------- |
|                 | تقرير | باولو سيرجيو 86' |

| ليدز يونايتد                                      | 3–0   | ديبورتيفو لاكورونيا |
| ------------------------------------------------- | ----- | ------------------- |
| آيان هارتي 26' · آلان سميث 51' · ريو فرديناند 66' | تقرير |                     |

| آرسنال                         | 2–1   | فالنسيا          |
| ------------------------------ | ----- | ---------------- |
| تييري هنري 58' · ري بارلور 60' | تقرير | روبرتو أيالا 41' |

### مباريات الإياب
جميع المباريات حسب توقيت وسط أوروبا (ت ع م+01:00)

| ديبورتيفو لاكورونيا                   | 2–0   | ليدز يونايتد |
| ------------------------------------- | ----- | ------------ |
| جالمينها 9' (ض.ج) · دييغو تريستان 73' | تقرير |              |

ليدز يونايتد فاز 3–2 في المجموع.
| فالنسيا      | 1–0   | آرسنال |
| ------------ | ----- | ------ |
| جون كارو 75' | تقرير |        |

تعادل الفريقان 2–2 في المجموع. فاز فالنسيا بفضل قانون أهداف خارج الديار.
| ريال مدريد                                   | 3–0   | غلطة سراي |
| -------------------------------------------- | ----- | --------- |
| راؤول غونزاليس 15'، 37' · إيفان هيليغيرا 28' | تقرير |           |

ريال مدريد فاز 5–3 في المجموع.
| بايرن ميونخ                    | 2–1   | مانشستر يونايتد |
| ------------------------------ | ----- | --------------- |
| جيوفاني إلبر 5' · محمد شول 40' | تقرير | ريان غيغز 49'   |

بايرن ميونخ فاز 3–1 في المجموع.

## نصف النهائي
| الفريق الأول | إجم. | الفريق الثاني | مباراة الذهاب | مباراة الإياب |
| ------------ | ---- | ------------- | ------------- | ------------- |
| ليدز يونايتد | 0–3  | فالنسيا       | 0–0           | 0–3           |
| ريال مدريد   | 1–3  | بايرن ميونخ   | 0–1           | 1–2           |

### مباريات الذهاب
جميع المباريات حسب توقيت وسط أوروبا (ت ع م+01:00)

| ريال مدريد | 0–1   | بايرن ميونخ      |
| ---------- | ----- | ---------------- |
|            | تقرير | جيوفاني إلبر 55' |

| ليدز يونايتد | 0–0   | فالنسيا |
| ------------ | ----- | ------- |
|              | تقرير |         |

### مباريات الإياب
جميع المباريات حسب توقيت وسط أوروبا (ت ع م+01:00)

| فالنسيا                                          | 3–0   | ليدز يونايتد |
| ------------------------------------------------ | ----- | ------------ |
| خوان سانشيز مورينو 16'، 47' · غازيكا مندييتا 52' | تقرير |              |

فالنسيا فاز 3–0 في المجموع.
| بايرن ميونخ                      | 2–1   | ريال مدريد    |
| -------------------------------- | ----- | ------------- |
| جيوفاني إلبر 8' · ينز يريميز 34' | تقرير | لويس فيغو 18' |

بايرن ميونخ فاز 3–1 في المجموع.

## النهائي
| بايرن ميونخ              | 1-1   | نادي فالنسيا            |
| ------------------------ | ----- | ----------------------- |
| شتيفان إيفنبرغ 50' (ض.ج) | تقرير | غازيكا مندييتا 3' (ض.ج) |

## روابط خارجية
- مرحلة خروج المغلوب في دوري أبطال أوروبا 2000-01 على UEFA.com